# Hoquei sobre patins

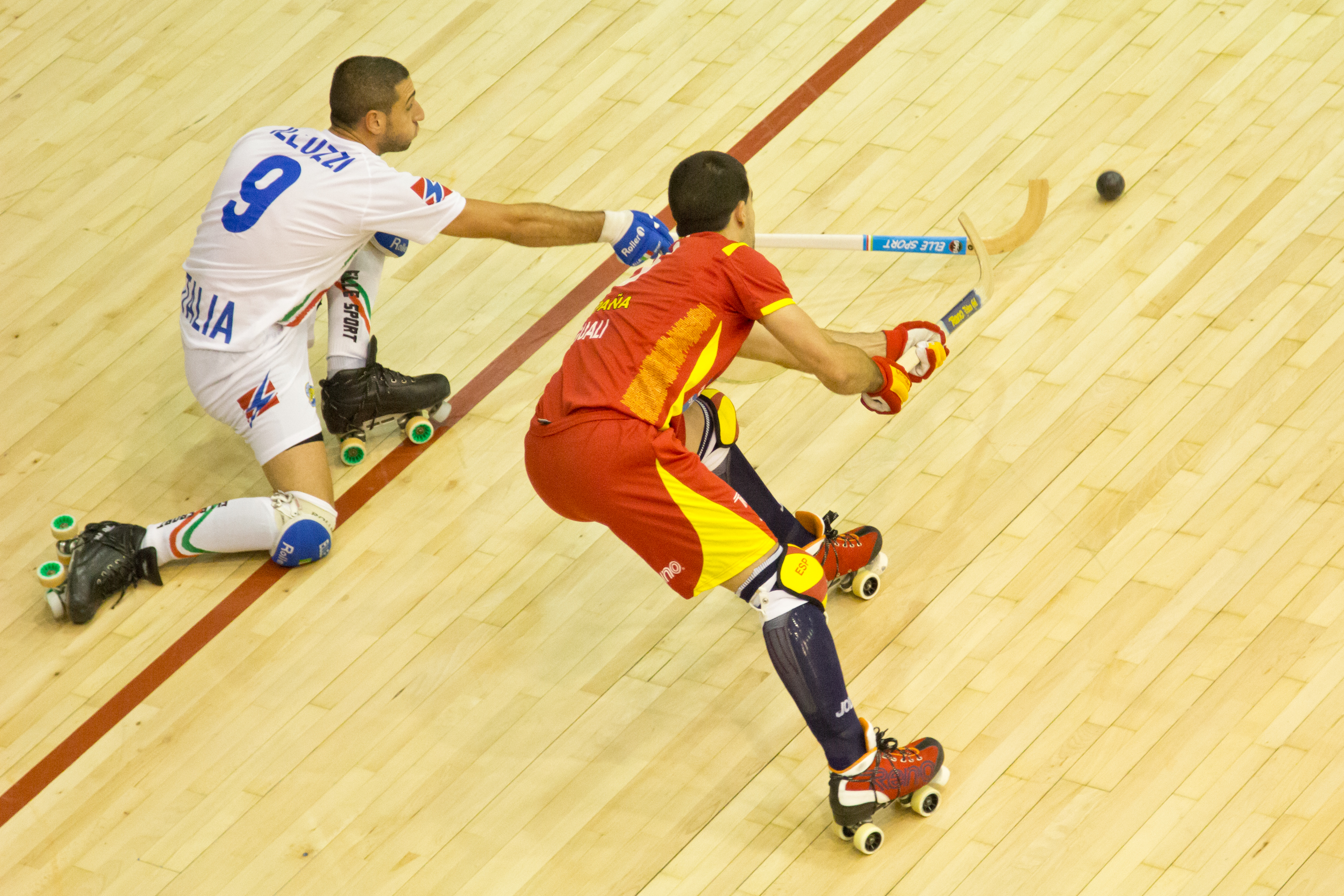
Marc Gual (dreta) en un partit de la selecció d'Espanya contra la d'Itàlia.

Diagrama d'una pista d'hoquei

L'hoquei sobre patins (IPA: [uˈkɛj ˈso.βɾə pəˈtins]) és un esport d'equip practicat amb patins de 4 rodes entre dos equips de cinc jugadors o jugadores cadascun (un porter i quatre jugadors de pista), consistent a impulsar una bola amb l'estic cap a la porteria defensada per l'equip contrari per tal d'introduir-la-hi. És un esport especialment important als Països Catalans i també a Portugal, el Vèneto i l'Argentina.

## Història
Hi ha un esport anomenat crosse a França al final de l'edat mitjana, però els creadors de l'hoquei modern foren els anglesos. La seva pràctica s'inicià a principis del segle xx en el comtat de Kent (Anglaterra). Es jugava en pista de ciment i amb patins de rodes. El 1905 es funda a Anglaterra l'Amateur Hockey Association, precursora del patinatge.
També a Anglaterra, el 1913, es crea la National Hockey Association. La creació de la Federation International du Patinage a Roulotte-FIPR el 1924 a Montreux per representants de França, Alemanya, Gran Bretanya i Suïssa va servir per estructurar-lo i unificar criteris. Dos anys més tard se celebrà el primer campionat d'Europa de seleccions. En molt poc temps es va estendre per Europa, principalment pels països llatins, i per països d'Amèrica i per les colònies portugueses d'Àfrica. Els primers encontres que se'n tenen notícies a Catalunya daten dels anys 1914 i 1916 a Barcelona però no és fins al 1928 que es crea la Federació Catalana d'Hoquei (més tard Federació Catalana de Patinatge). Els actuals organismes internacionals són la Confederation Europeene de Roller Skating-CERS i la Feédération Internationale de Roller Skating-FIRS. Encara que no forma part de programa olímpic, fou esport d'exhibició als Jocs Olímpics de Barcelona.

## Partit
Els temps normals d'un joc d'hoquei sobre patins estan determinats per graons d'edats, que són els següents:
- Categoria sènior: 2 períodes de 25 minuts cadascun.
- Categoria júnior: 2 períodes de 25 minuts cadascun
- Categoria infantil, juvenil i Aleví: 2 períodes de 20 minuts cadascun.
- Benjamí: 2 períodes de 18 minuts cadascun .
- Prebenjamí: 4 períodes de 8 minuts cadascun .

Entre el primer i el segon període de joc, hi ha sempre un temps d'«interval» amb durada de 10 minuts, que depèn de la categoria pot arribar a variar, com per exemple a prebenjamí, que en ser 4 períodes, el temps de descans disminueix radicalment. Al final del primer temps de joc, hi ha canvi de la mitja pista defensiva fins llavors ocupada per cada equip.
Sempre que, al final del partit, hi hagi d'haver un equip vencedor, s'ha de disputar una pròrroga per a desempatar-lo després d'un descans de 3 minuts. La pròrroga consta de 10 minuts repartits en dos períodes de 5 minuts cadascun (excepte en categoria sub-15 masculina, que serà de 5 minuts dividits en dues parts de 2 minuts i 30 segons). Entre tots dos períodes de la pròrroga hi ha un descans de dos minuts durant el qual els dos equips canvien de mitja pista defensiva. La pròrroga acaba automàticament quan un equip marqui un gol (gol d'or): aquest equip és proclamat vencedor.
Després de la pròrroga, si continua havent-hi empat al marcador, s'han de fer servir tandes de penals per a desempatar. En primer lloc, es disputa una tanda de 5 penals llançats alternativament per cada equip sense repetir llançador, llevat que un tingui menys de 5 jugadors i llavors roten entre els jugadors que li quedin. L'equip que marqui més penals guanya. Si persisteix l'empat, s'han de llançar successives tandes d'un penal cadascuna fins a desempatar; només en aquestes sèries d'un penal està permès repetir jugador. La Federació Catalana de Patinatge té un reglament per a faltes directes.

## Equipament

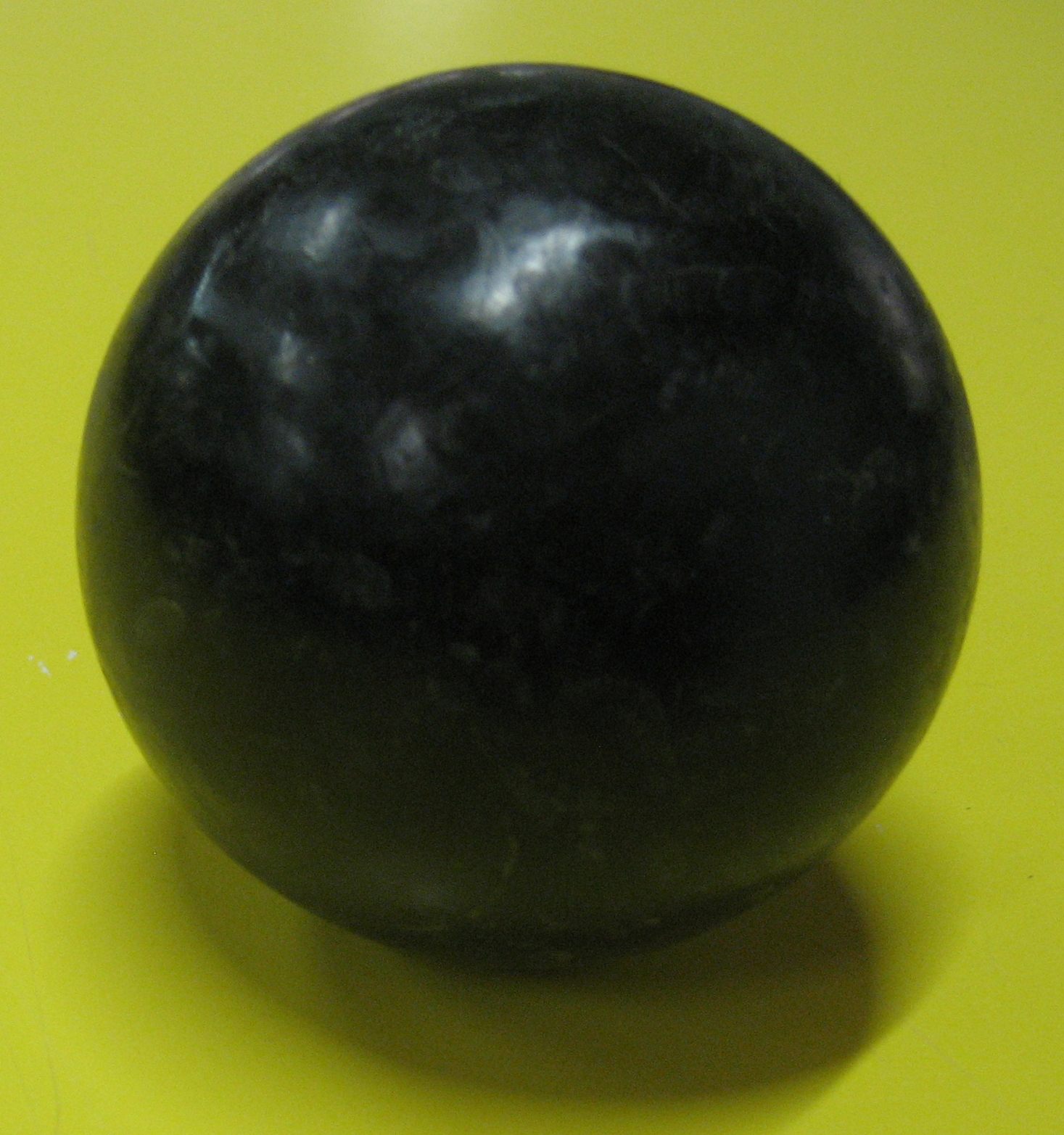
Pilota
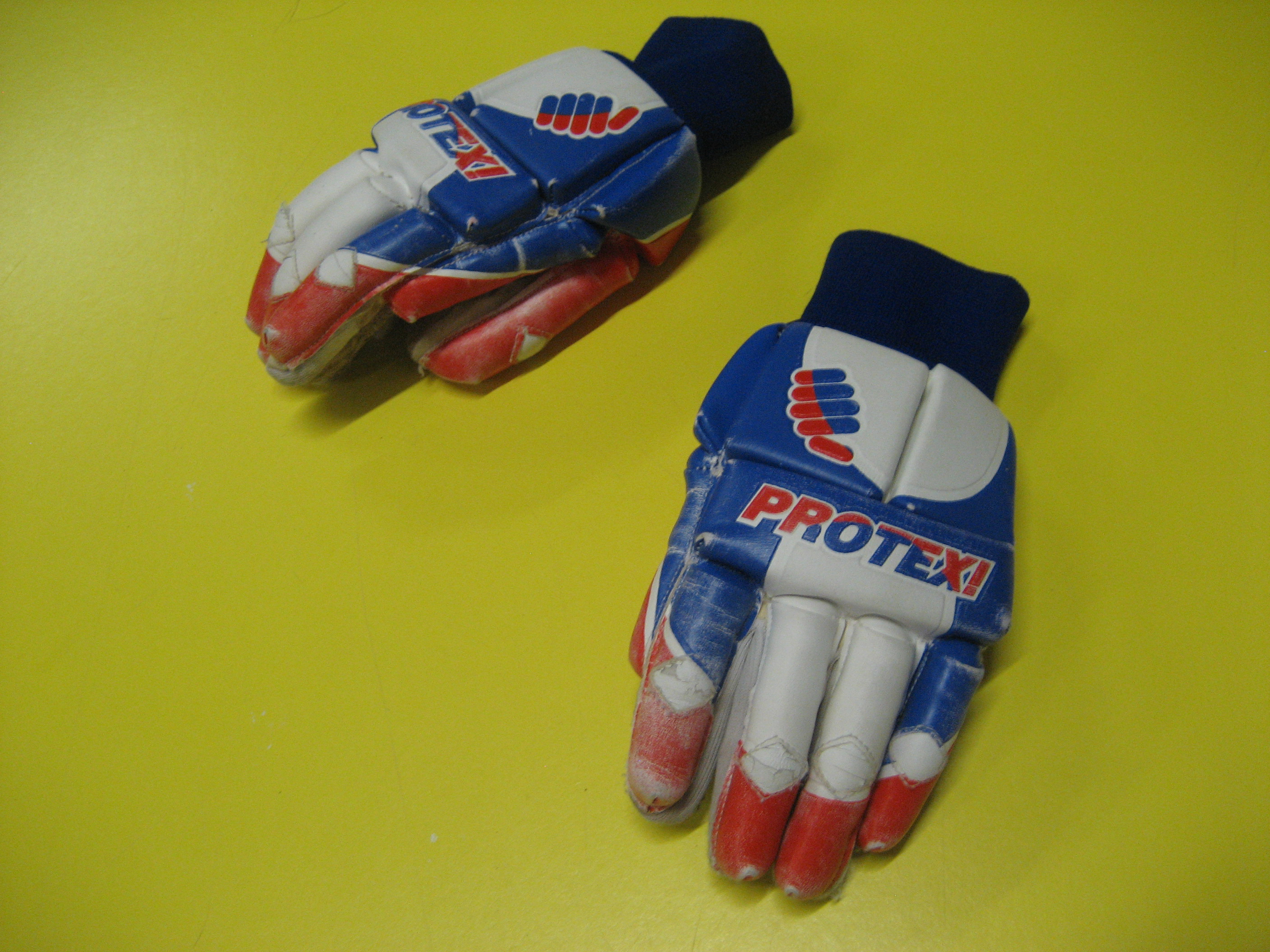
Guants
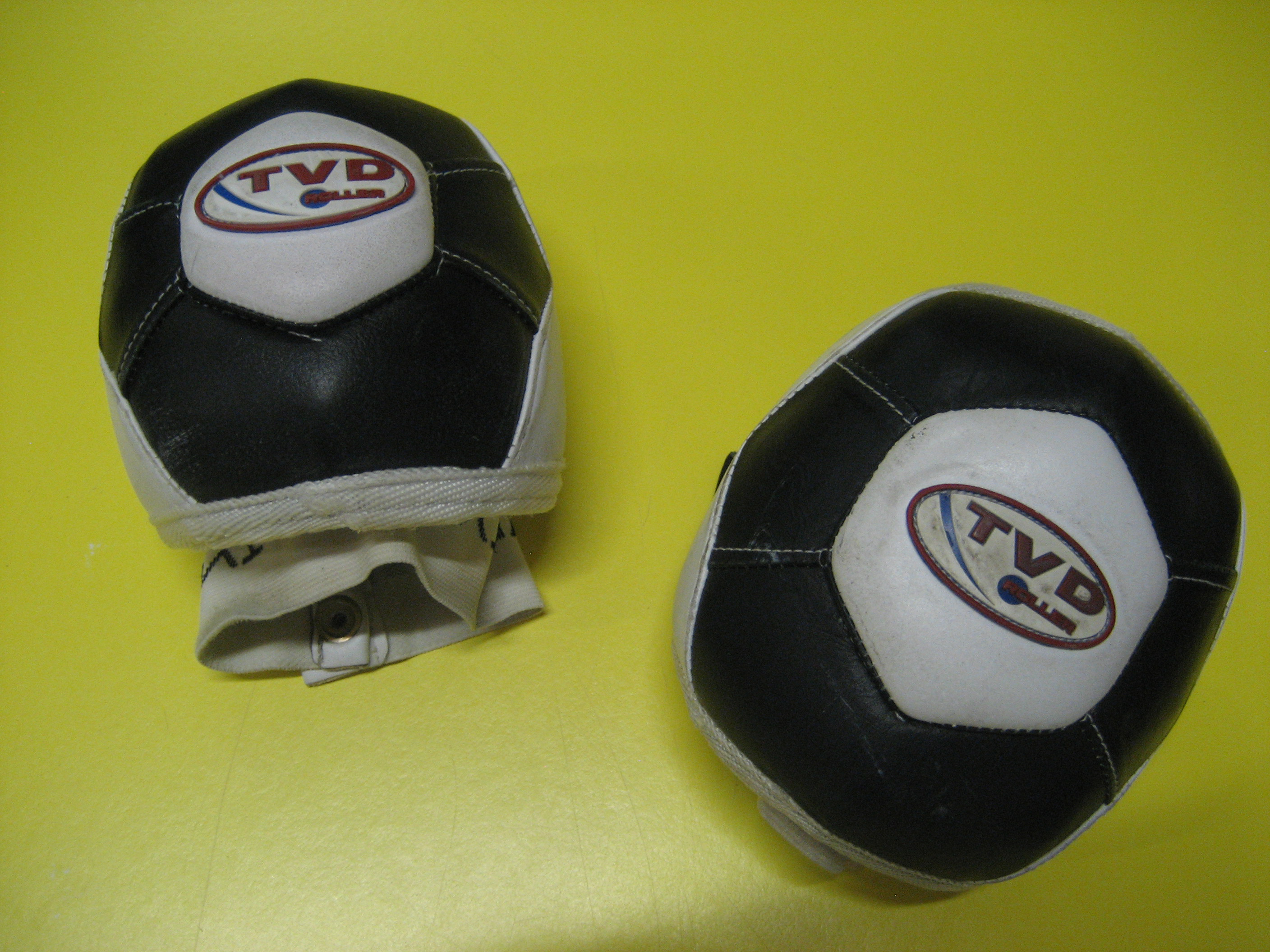
Genolleres
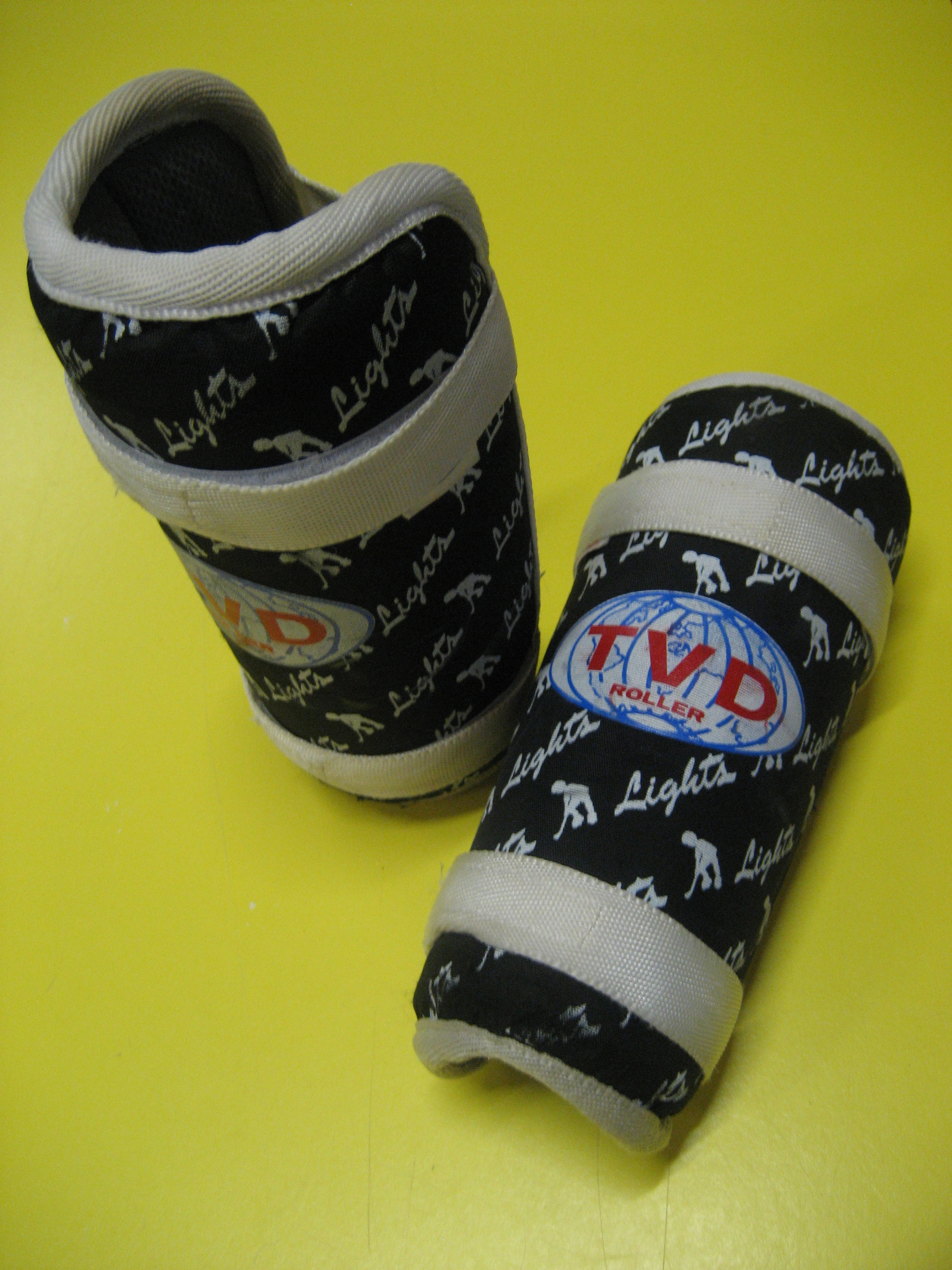
Canyelleres
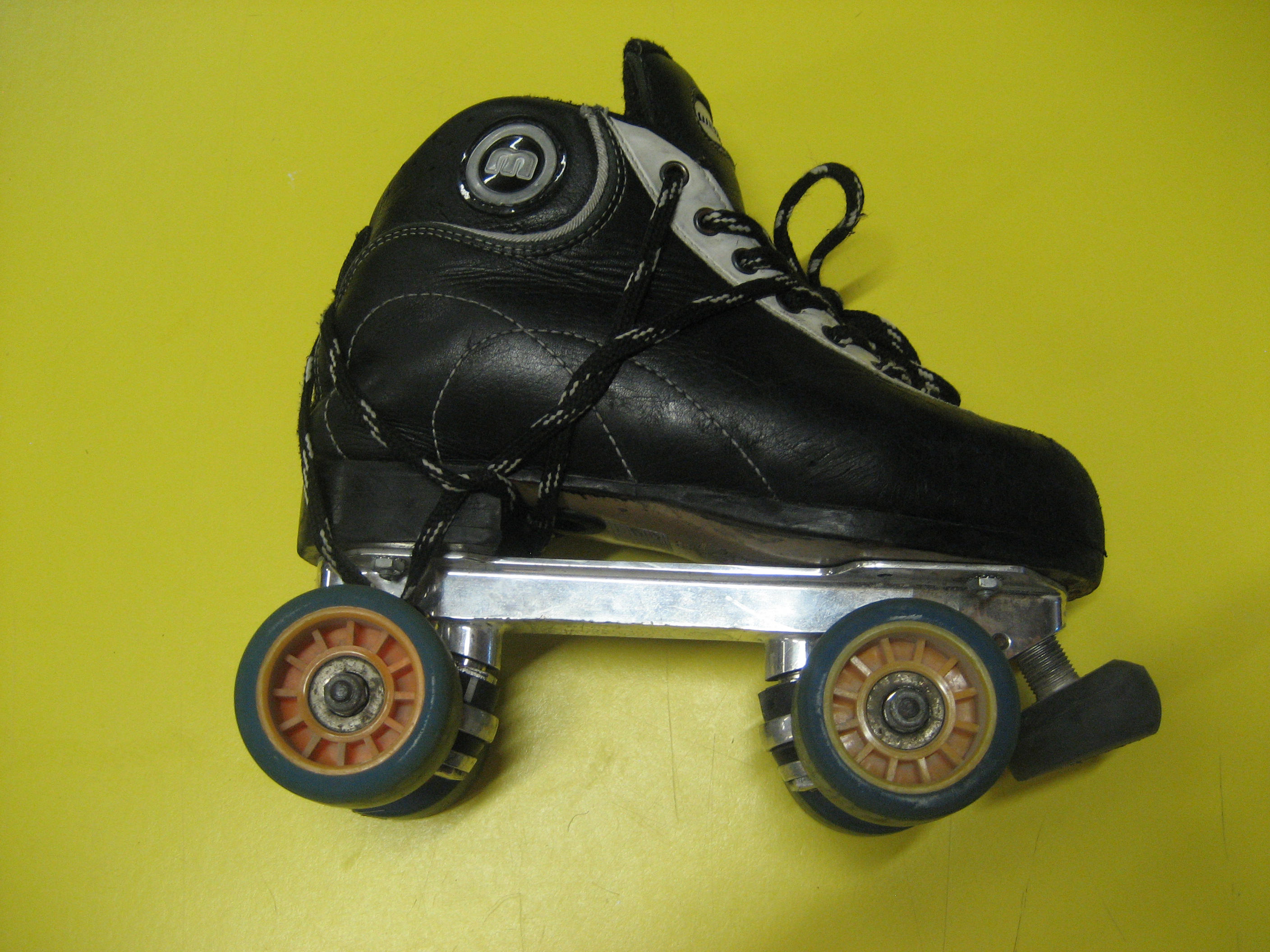
Patins
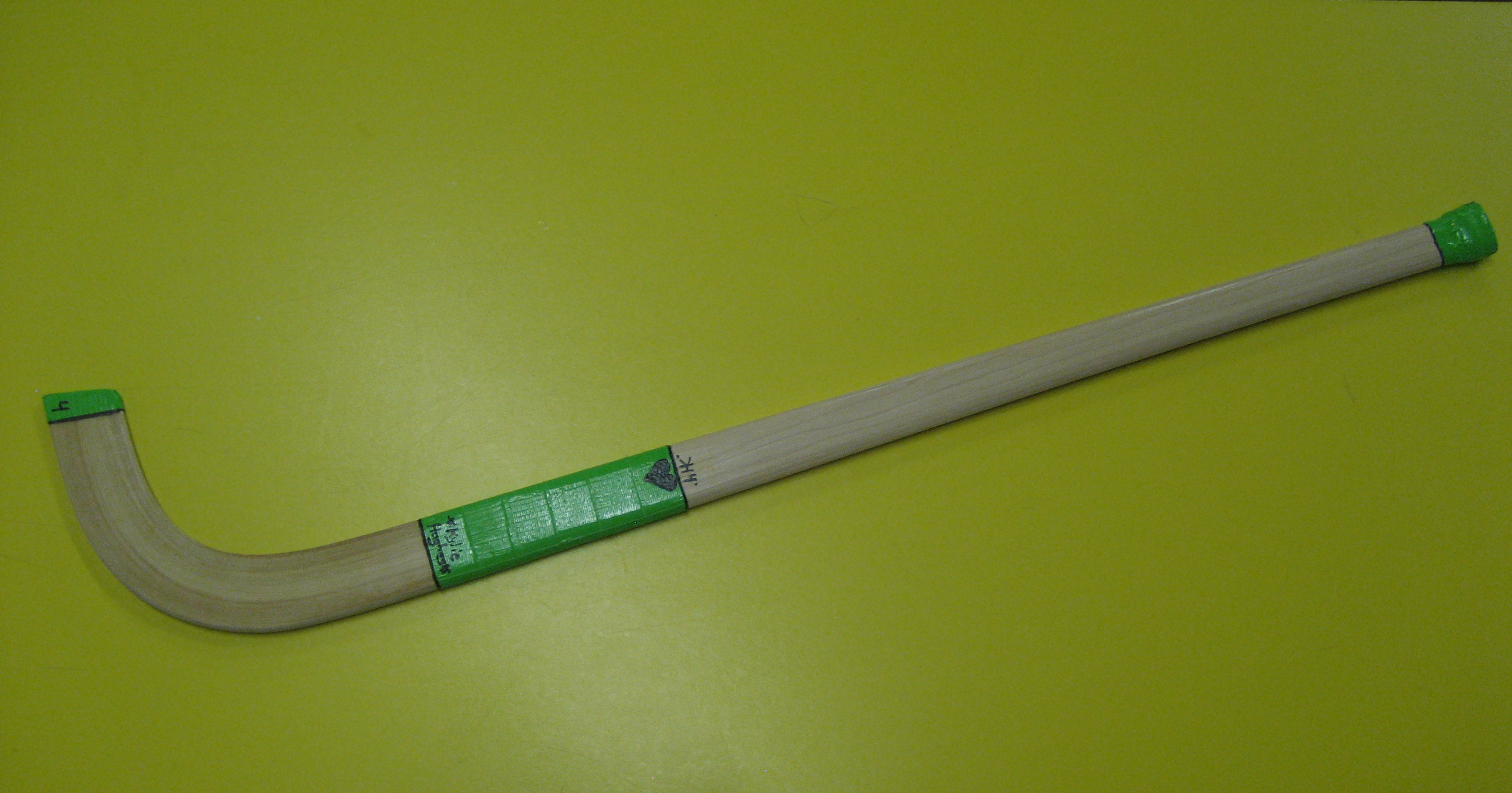
Estic
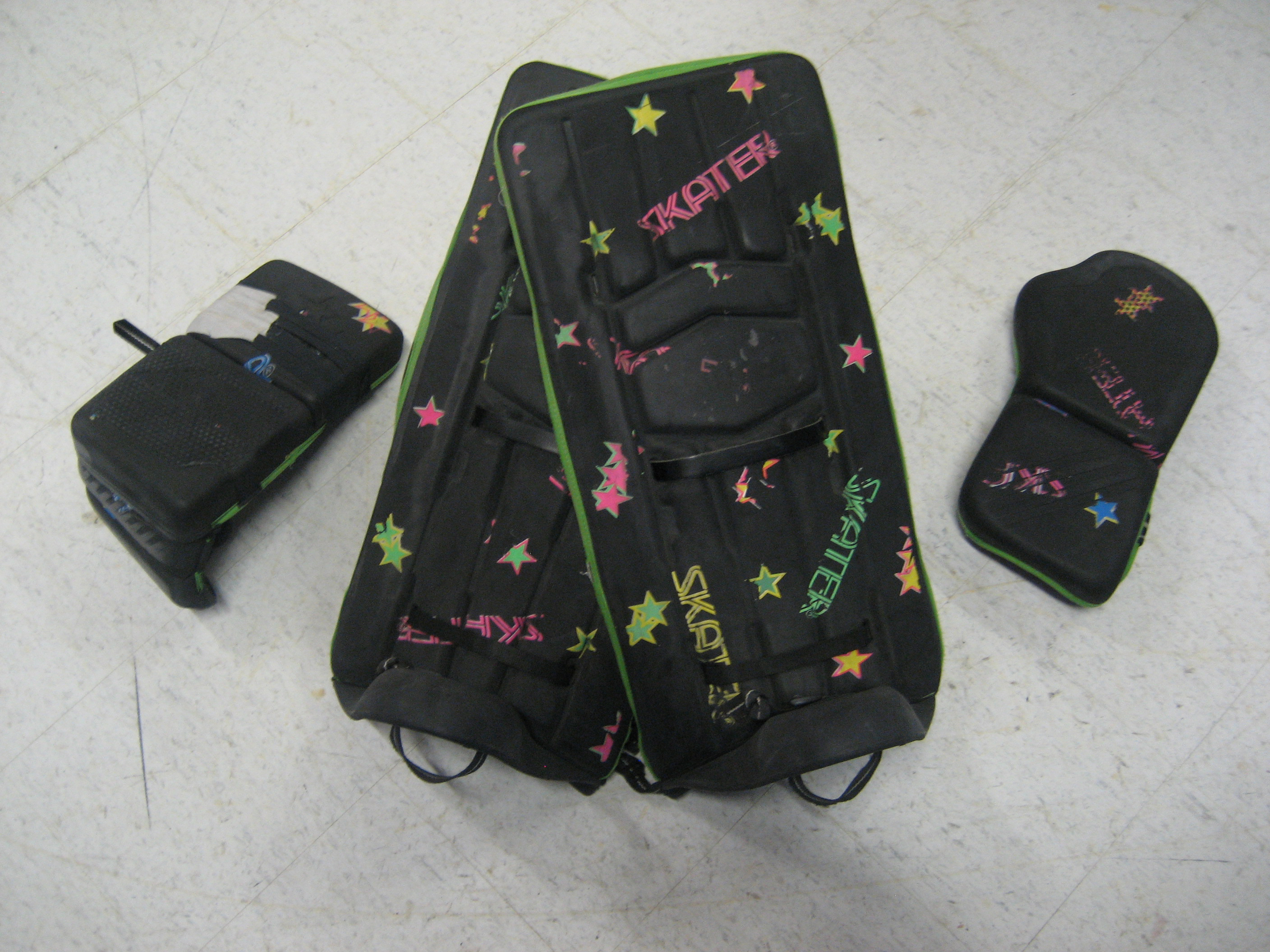
Proteccions del porter
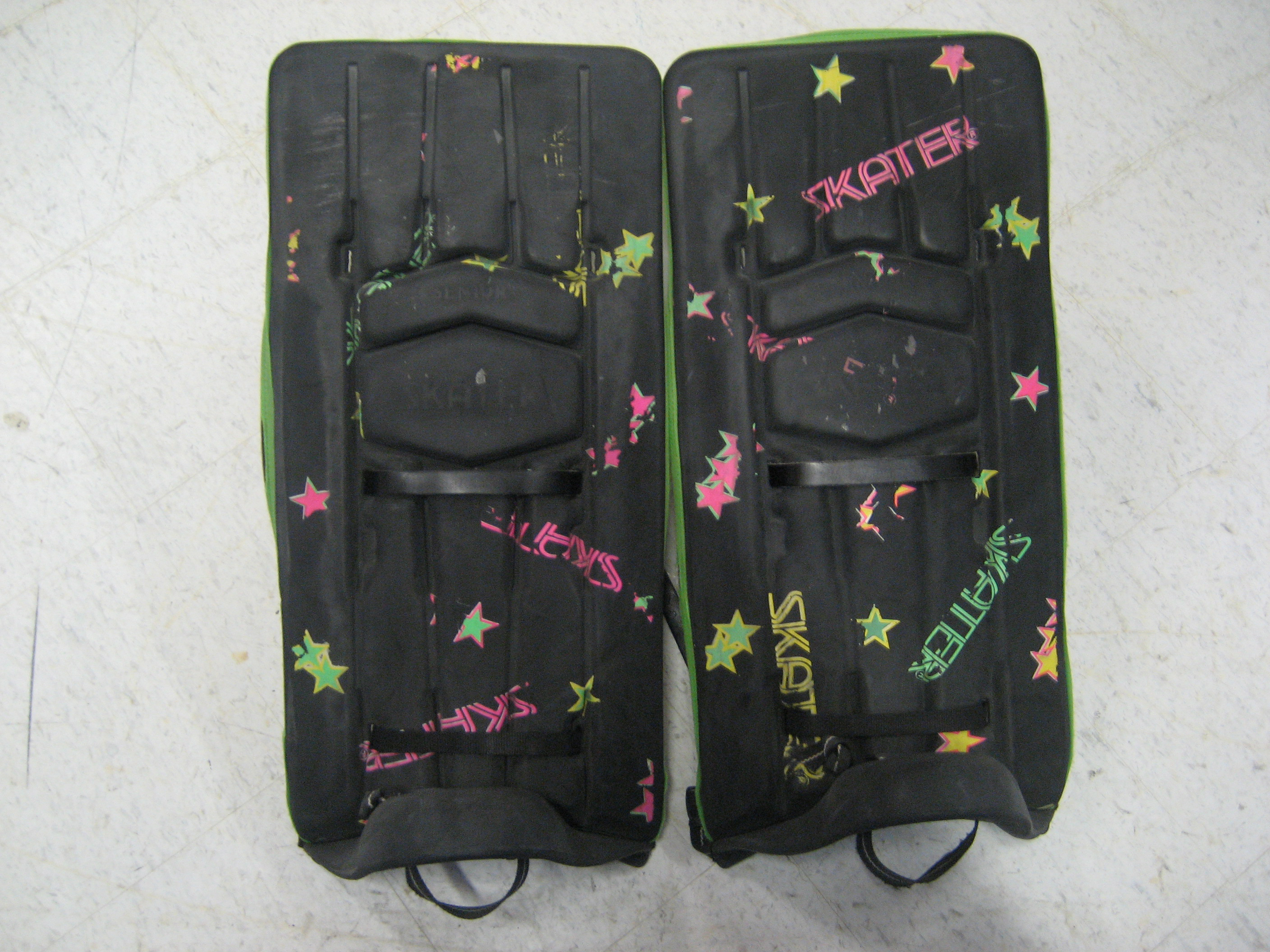
Guardes de porter
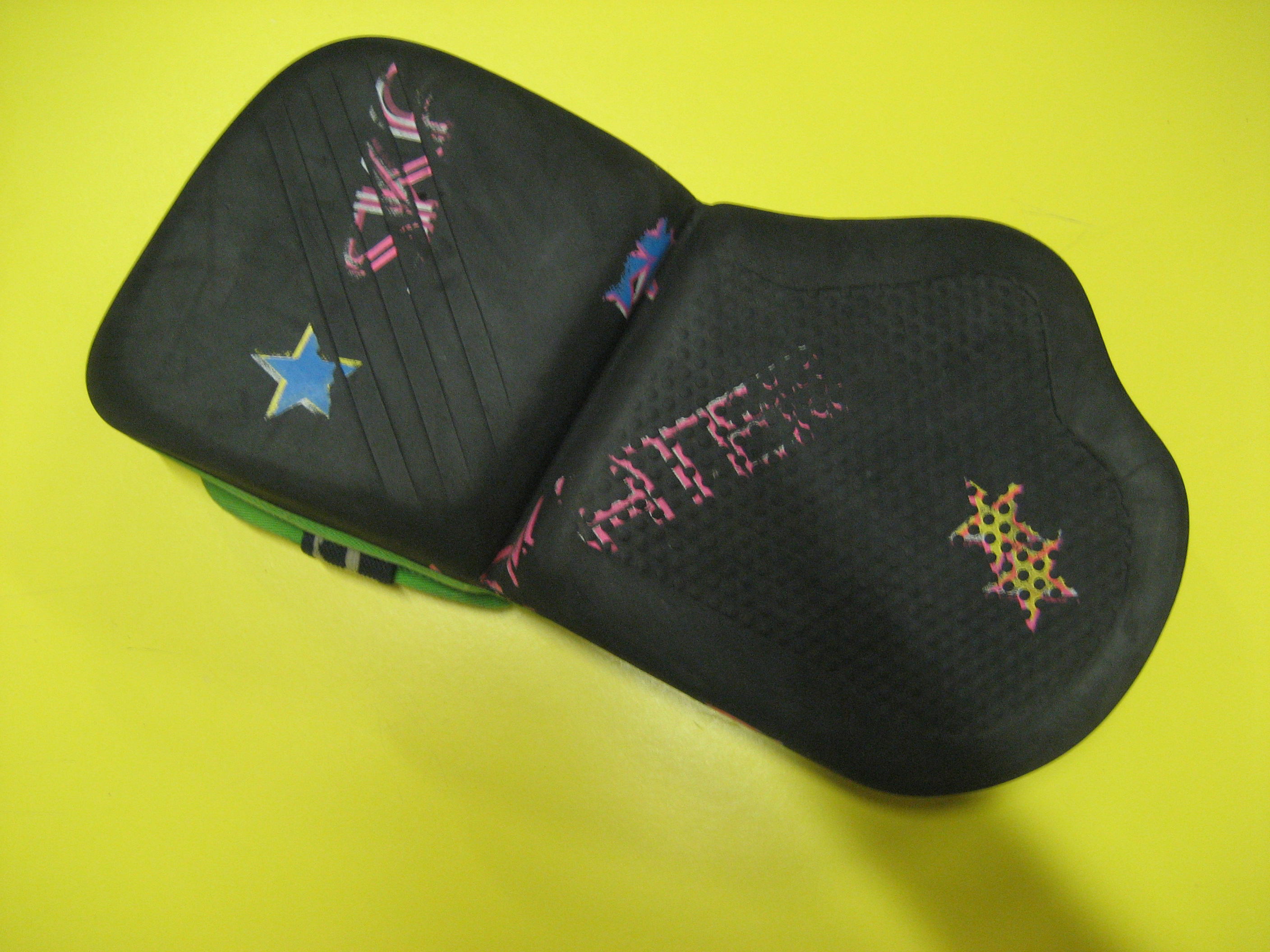
Guant lliure de porter (davant)
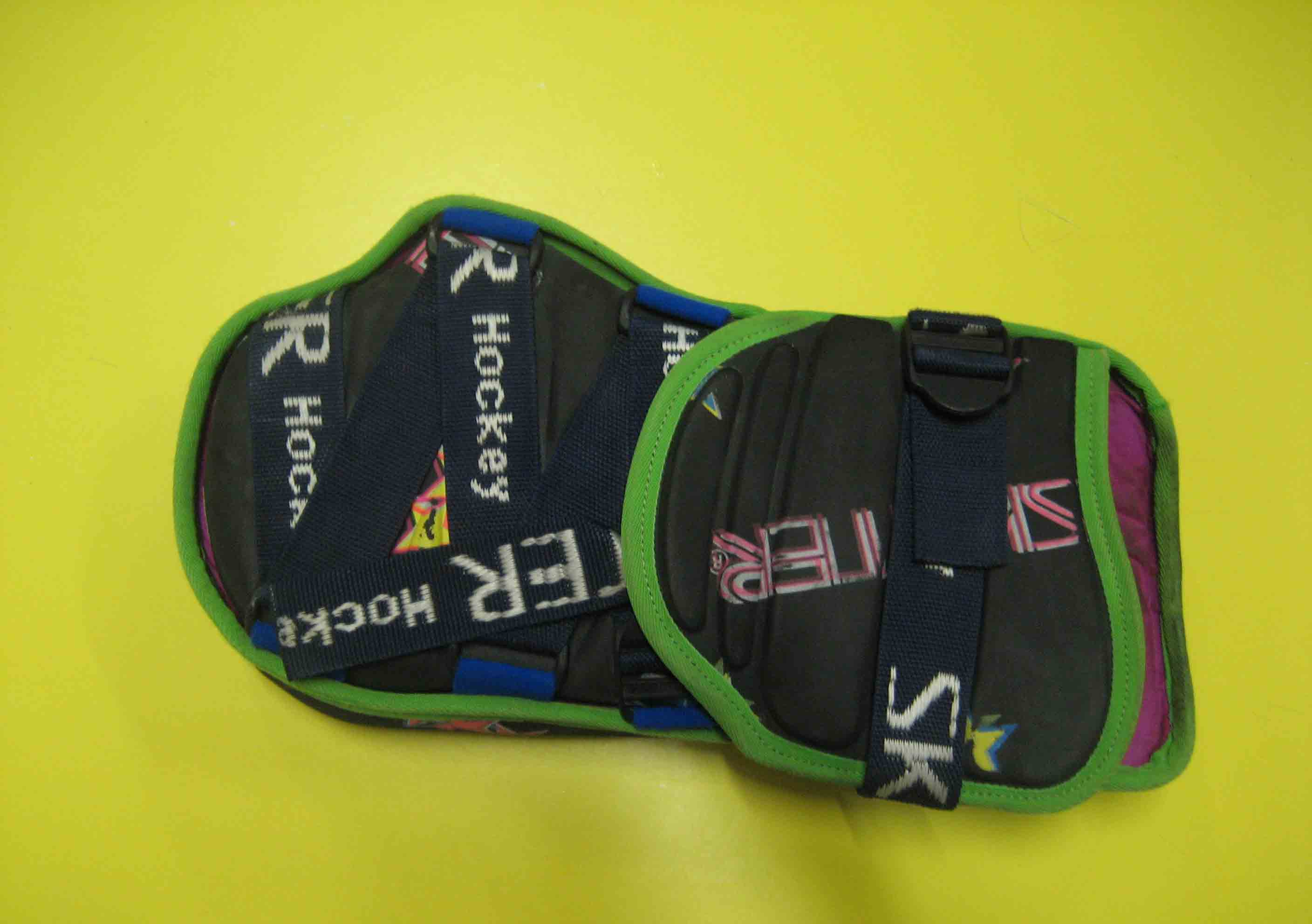
Guant lliure de porter (darrere)
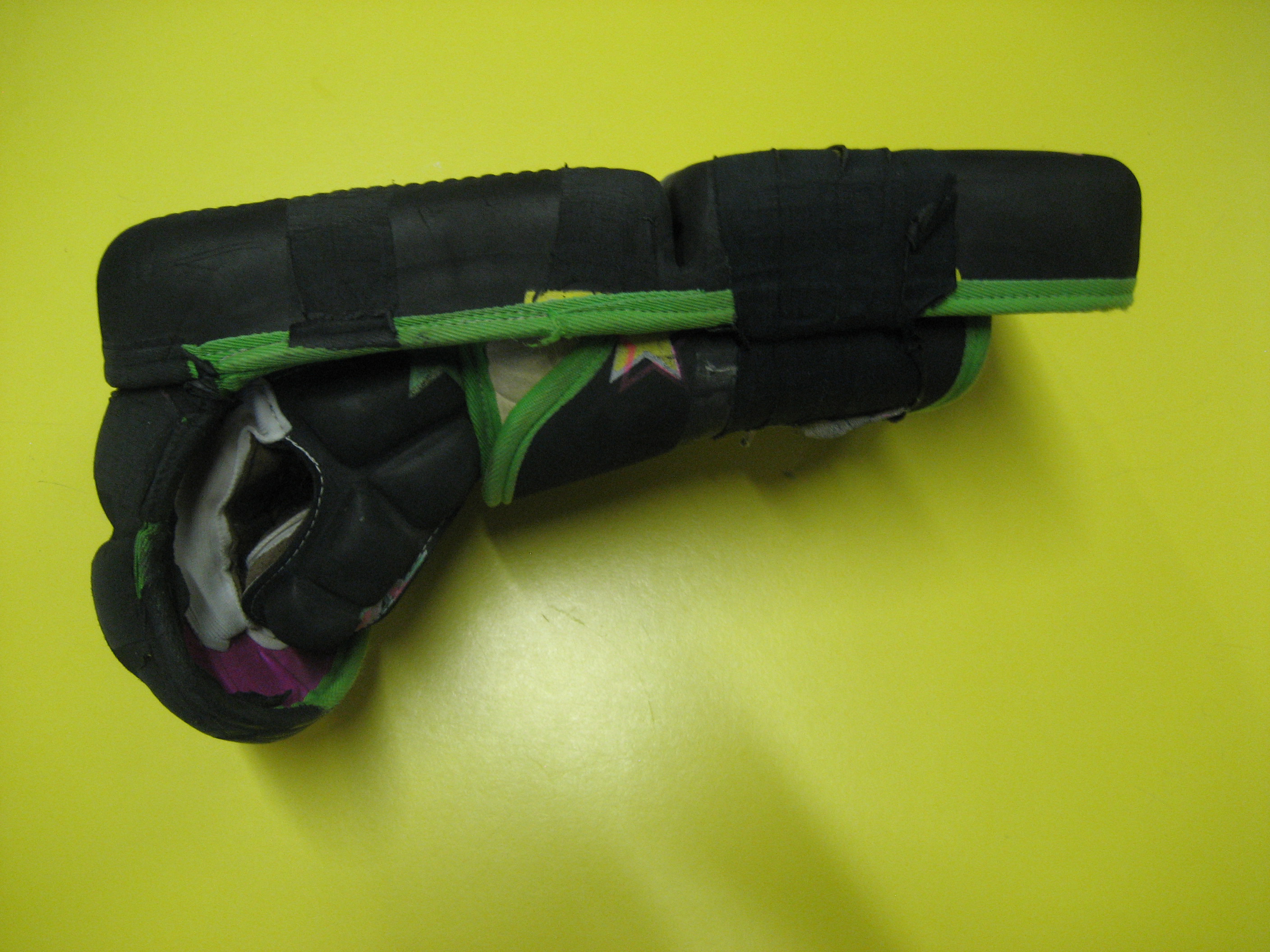
Guant de l'estic de porter
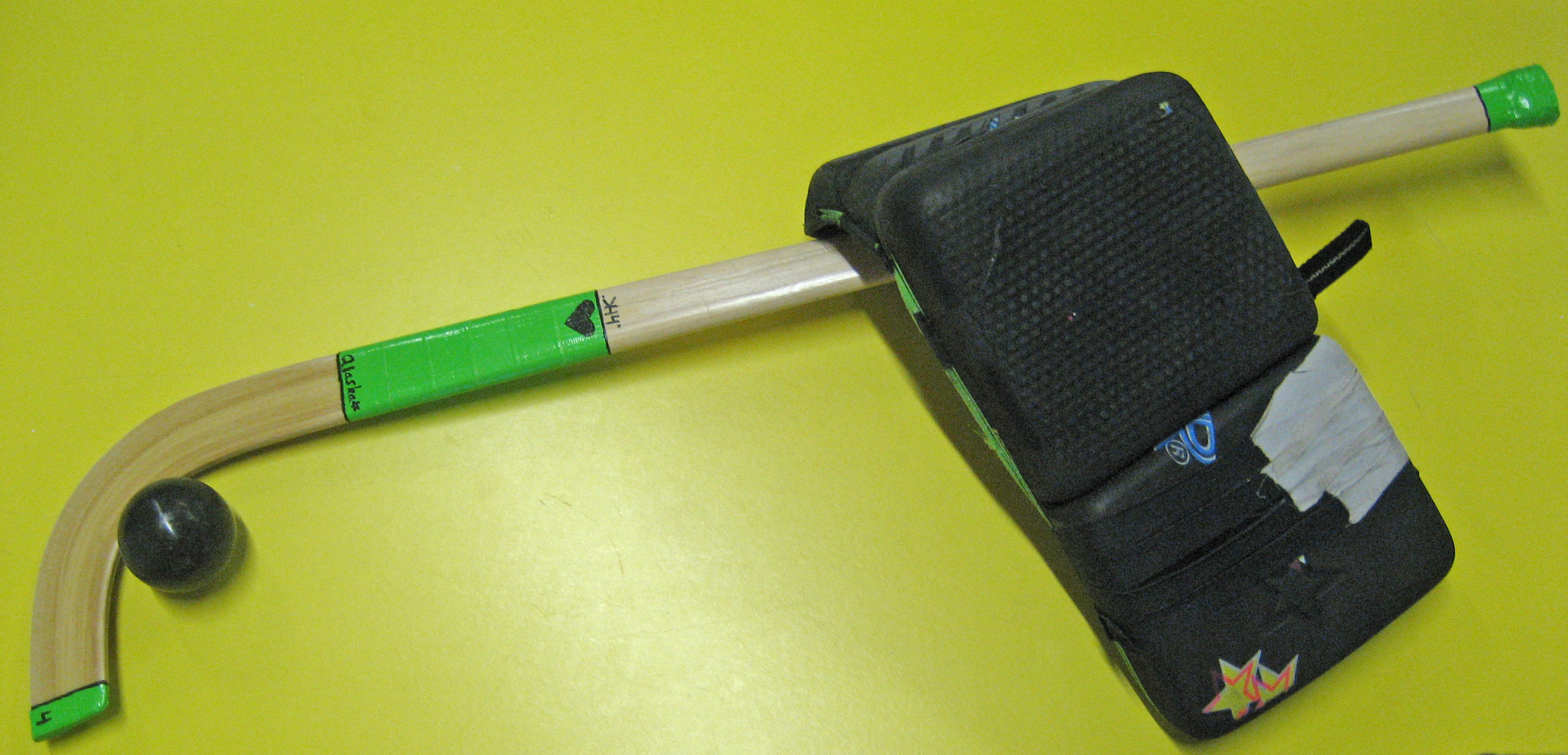
Guant de porter amb estic i pilota

## Competicions

### Competicions Nacionals de Clubs

#### Masculines
- Lliga espanyola
- Copa espanyola
- Supercopa espanyola
- Lliga francesa
- Lliga italiana
- Copa italiana
- Lliga portuguesa
- Copa portuguesa

#### Femenines
- Lliga espanyola
- Copa espanyola

### Competicions Internacionals de Clubs

#### Masculines
- Copa d'Europa (final 4)
- Copa de la CERS
- Recopa d'Europa
- Copa Continental (Supercopa d'Europa)
- Copa Intercontinental (Mundialet de clubs)
- Campionat del Món de clubs (ja no es juga)
- Copa Ibèrica

#### Femenines
- Copa d'Europa

### Competicions de Seleccions

#### Masculines
- Campionat del Món A
- Campionat del Món B
- Campionat del Món sub-20
- Campionat d'Europa
- Copa Amèrica
- Golden Cup

#### Femenines
- Campionat del Món
- Campionat d'Europa
- Copa Amèrica
- Golden Cup